# Església de Sant Miquel de Campanet
Sant Miquel de Campanet és una església situada al Pla de Tel del terme de Campanet. Es tracta d'una església que, a grans trets, conserva la factura arcaica de les esglésies de repoblament catalanes construïdes a Mallorca després de la Conquesta.

## Història
Culminada la Conquesta de Mallorca, calia poblar el territori de nous colons per treure'n rendiment. Atès que sembla que en aquell temps a Mallorca no hi havia viles, una primera estratègia de colonització fou la de poblar totes les alqueries i rafals existents i distribuir arreu de l'illa tot un seguit d'esglésies rurals per a aquests pobladors. Així, la butla d'Innocenci IV del 1248 establí la creació de 28 parròquies a la Part Forana, una de les quals fou l'església de l'alqueria de Campanet, ja amb Sant Miquel de titular. La tradició diu que se situa en el lloc d'una mesquida, que, al seu torn, és possible que substituís una església paleocristiana tardoromana.
En el moment de creació de la parròquia tenia jurisdicció sobre Campanet, Búger i la Pobla d'Huialfàs, on, d'altra banda, hi havia l'oratori de Crestatx. Amb les Ordinacions de Jaume II i la consolidació d'una pobla a l'alqueria d'Huialfàs, el 1315 la parròquia fou traslladada a la nova Pobla d'Huialfàs, de manera que passà a ser vicaria sufragània. Però el 1362 Campanet se separà de la Pobla, de manera que Sant Miquel recuperà la condició de parròquia. Però el segle xv a Campanet ja s'havia consolidat un nucli urbà, i no havia estat vora l'església de Sant Miquel, ans més al sud, on actualment hi ha la plaça del poble. D'aquesta manera, el 1425 es construí una nova església a l'interior del poble, i Sant Miquel quedà reservat com a ermita o santuari.
Una tradició sense fonament, però ben arrelada en la historiografia local fins a principis del segle xx, indica que la causa del trasllat foren unes inundacions l'any 1425 que arrasaren una suposada població primitiva, però la documentació exclou l'existència de cap població al Pla del Tel i, en canvi, esmenta que les obres de la nova església ja estaven iniciades el 1398. La causa real devia ser la distància entre el nucli de població i el temple, uns dos quilòmetres.

## Descripció
L'església se situa a l'anomenat Pla de Tel o Pla de Teló, un topònim que, segons Coromines, és d'origen àrab. Al costat es troba el cementeri, utilitzat fins a la inauguració del cementeri nou el 1927. Una llegenda diu que a la tomba d'Isabel Pons i Bennàsser, morta de les ferides causades pel despreniment d'una part del cor de l'església de la vila, cada primer de novembre hi apareix una rosa.
El frontis incorpora un petit porxo cobert, i la cornisa de la teulada és formada per teules pintades amb motius geomètrics. El portal d'accés és de mig punt adovellat, i fou restaurat el 1607. A la paret, en vermell, hi ha tres inscripcions mig esborrades: A 21 de setembre de 1607 pujàrem la campana; Dia 14 de febré de 1799 pujaren la campana, i A dos de jener de 1718 comensaren a pintar la capella de S. Refel. A la capçalera, o façana posterior, es veu un arc diafragmàtic cec, construït pensant en una futura ampliació. Sobre aquest mur, l'espadanya primitiva, i al costat dret, una espadanya posterior, que data del segle xv i és configurada per un arc ogival i coberta de doble vessant.
El temple és de planta rectangular dividit en tres segments separats per arcs diafragmàtics, que al seu temps descansen sobre pilastres i sostenen una coberta de fusta de doble vessant. Els arcs daten d'unes reparacions del segle xv, tal com diuen les dues inscripcions (un el 1400, l'altre el 1480).
Al presbiteri, un retaule de final de segle xvi representa Sant Miquel, el titular, juntament amb Sant Sebastià i Sant Antoni. L'arcàngel clava una llança al dimoni, en atitud suplicant i amb pits de dona. A l'àtic, la Puríssima Concepció envoltada de símbols marians. Un altre retaule, també del segle xvi, conté una imatge de la Mare de Déu del Roser i quinze pintures que representen els misteris del roser, i fou restaurat el 1991. El tercer retaule és barroc (1653), i conté la figura de Sant Josep al centre custodiada per Sant Guerau i Sant Antoni de Pàdua; a la predel·la, Sant Gil, Sant Nicolau, Santa Llucia, Sant Cosme i Sant Damià, Santa Apol·lònia, Sant Roc i Sant Ponç.

## Llista de rectors
Es coneix el nom dels següents rectors:
- Jaume Mateu (<1279-1299)
- Bernat Riera (abans de 1315), continuà exercint a Sant Antoni de la Pobla.
- Trasllat de la parròquia a Huialfàs (1315-1362)
- Guillem Amer (1362)
- Bernat Magraner (1362-1374)
- Jaume Castelló (1374-)
- Ramon Porter (~1382-1404<)